# Eleonore Baur
Eleonore Baur (Bad Aibling, 7 september 1885 – Oberhaching, 18 mei 1981), bijgenaamd Schwester Pia, was een Duitse nationaalsocialiste van het eerste uur en een vriendin van Adolf Hitler. Baur nam deel aan de Bierkellerputsch en liet concentratiekampgevangenen voor zich werken.

## Levensloop

### Voor 1933
Over de jonge jaren van Baur is weinig bekend. Toen in 1919 in München straatgevechten uitbraken tussen regeringstroepen en de Spartakisten bood ze, naar eigen zeggen, vrijwillig haar diensten als verpleegster aan de regeringstroepen aan. In 1920 ontmoette Baur bij toeval Adolf Hitler in een tram in München en ze werd niet veel later een van de eerste leden van de NSDAP. Ze raakte in 1921 gewond toen ze als hospik deel nam aan de gevechten van het Freikorps Oberland in Silezië. Na de mislukte Bierkellerputsch in 1923 waarbij Adolf Hitler, enkele vooraanstaande nazi's en de SA, samen met generaal Erich Ludendorff van de Conservatieve Nationalisten, in München de macht probeerden te grijpen, bleef ze tien jaar uit de politiek.

### Nazi-Duitsland
Baur werd weer politiek actief na de machtsovername van Hitler. In 1934 kreeg Baur als enige vrouw de Bloedorde, een onderscheiding toegekend aan veteranen van de putsch van 1923. Uiterlijk in 1934 kreeg Baur toestemming zich vrij te bewegen in het concentratiekamp Dachau. Baur zou de Führer benaderd hebben met het verzoek zich niet alleen voor de SS'ers in te mogen zetten, maar ook voor de gevangenen van het kamp en hun familieleden.
Tussen 1937 en 1945 liet ze haar huis in Oberhaching renoveren door concentratiekampgevangenen. De bouw, het bestuur en organisatie van München-Schwabing, een klein nevenkamp van Dachau was in handen van Eleonore Baur. Baur zou persoonlijk betrokken zijn geweest bij de keuze van de gevangenen.

### Na de Tweede Wereldoorlog
Na de Tweede Wereldoorlog werden Baurs persoonlijke eigendommen en haar villa in Oberhaching in beslag genomen. Ze werd veroordeeld tot tien jaar werkkamp. In 1949 begon de openbare aanklager een onderzoek naar Baur wegens betrokkenheid bij de mishandeling en de dood van gevangenen in Dachau. Het onderzoek stopte in 1950 wegens gebrek aan bewijs.
Baur werd in 1950 om gezondheidsredenen vrijgelaten uit het werkkamp Rebdorf. In 1955 keerde ze terug naar haar huis in Oberhaching, waar ze in 1981 stierf.
- Biblioteca Nacional de España: XX5429635
- Gemeinsame Normdatei: 123495032
- International Standard Name Identifier: 0000 0000 1323 0666
- Nederlandse Thesaurus van Auteursnamen: 252181042
- Virtual International Authority File: 10755526